# Западный объезд Волгограда
Западный объезд Волгограда — автомобильная дорога общего пользования регионального значения Волгоград — Калач-на-Дону (до автодороги А260). Учётный номер дороги на участке Волгоград — Червлёное 18К-4, на участке Червлёное — Калач-на-Дону (до автодороги А260) — 18К-15. До 31 января 2017 года допускалось использование прежнего номере дороги А153.
Протяжённость маршрута по территории России составляет 162 км. Дорога проходит по территории Калачёвского района и Светлоярского района.

## Маршрут
Автомобильная дорога берет начало в пределах городской черты Волгограда на юго-западном выезде из города, превращаясь из улицы Плеханова в самостоятельную автодорогу. Двигается в юго-западном направлении к Чапурникам, где делает резкий поворот вправо и далее идет в северо-западном направлении по берегу Волго-Донского судоходного канала, пересекая его в районе Червленого. За Береславкой трасса резко берет влево и проходит вдоль железнодорожной ветки и автомобильной трассы А260 (Волгоград — граница с Украиной). Имеется несколько съездов на эту трассу, основной находится в нескольких километрах от военного аэродрома Мариновка. За поворотом к аэродрому в пределах десяти километров трасса идет на запад, затем резко сворачивает налево и доходит до крайней точки маршрута — Бузиновки.
Западный объезд Волгограда десятилетиями работал в качестве важнейшего короткого подъездного пути со стороны Ростова-на-Дону, позволяя автомобилистам быстро добираться до промышленных южных районов города, минуя забитые транспортом улицы самого миллионника.
При том, что полноценный объезд Волгограда начали строить только в 2019 году, в рамках модернизации инфраструктуры к  коридору Север — Юг, существование подобного пути трудно переоценить .
Кроме того, Западный объезд Волгограда является практически единственной полноценной дорогой ко многим населенным пунктам Калачевского и Светлоярского районов.
Еще одно значение – мосты Западного объезда Волгограда связывают между собой правый и левый берега Волго-Донского канала. Из трех действующих автомобильных (на 2024 год) мостов через канал, от Волгограда до Пятиморска, два функционируют именно в рамках объезда. Эти же мосты являются и пешеходными, поскольку несанкционированный проход по железнодорожным путепроводам официально запрещен.

## Населенные пункты
| Населенные пункты, указатели         | Кило- метраж |
| ------------------------------------ | ------------ |
| ВОЛГОГРАД                            | 0            |
| ж/д ст.ЧАПУРНИКИ                     | 6            |
| им.19-го Партсъезда                  | 7            |
| СОЛЯНОЙ                              | 14           |
| ЧЕРВЛЁНОЕ                            | 20           |
| ВОЛГО-ДОНСКОЙ СУДОХОДНЫЙ КАНАЛ       | 22           |
| НАРИМАН                              | 33           |
| ЗАРЯ                                 | 40           |
| ПАРХОМЕНКО                           | 44           |
| БЕРЕСЛАВКА                           | 50           |
| ОТДЕЛЕНИЕ №2                         | 63           |
| СВЕТЛОЯРСКИЙ РАЙОН КАЛАЧЁВСКИЙ РАЙОН | 67           |
| КОМСОМОЛЬСКИЙ                        | 70           |
| МАРИНОВКА А260                       | 75           |
| ОКТЯБРЬСКИЙ                          | 100          |
| СТЕПНОЙ                              | 150          |
| БУЗИНОВКА                            | 162          |

## Состояние
Покрытие дороги — асфальт хорошего качества. Двухполосная дорога шириной 5-6 метров, с хорошей разметкой, нередко на дороге можно встретить автодорожные колеи. 

## Загрузка
Высокая степень загрузки из-за возможности участников движения на трассах Р221 «Волгоград — Элиста» и Р22 «Каспий» объехать Волгоград и попасть на А260 без заезда в город.

## Достопримечательность
Недалеко от начального пункта по ходу трассы находится Чапурниковская балка — богатейшая дубрава размером более 1000 Га. В настоящее время здесь произрастают более 150 многовековых дубов.